# Heterospathius silvaticus
Heterospathius silvaticus är en stekelart som beskrevs av Barbalho och Penteado-dias 1999. Heterospathius silvaticus ingår i släktet Heterospathius och familjen bracksteklar. Inga underarter finns listade i Catalogue of Life.